# James B. Beck
James B. Beck (Dumfriesshire, 1822. február 13. – Washington, 1890. május 3.) az Amerikai Egyesült Államok szenátora (Kentucky, 1877–1890).